# Мамбо
Ма́мбо (исп. mambo) — музыкальный стиль и танец Кубы, получивший также широкое распространение в латиноамериканских странах Карибского бассейна, а также в тех из латиноамериканских общин США, где преобладают выходцы из этих стран.
Мамбо, как и румба, сальса, ча-ча-ча, родилась на Кубе. Слово «мамбо» произошло от имени божества войны, которому на Кубе в далёком прошлом был посвящён обрядовый танец.
Нынешняя форма мамбо родилась в 1940-е годы в результате слияния афро-кубинских ритмов и джаза, отцами которого стали Одилио Урфе и Арсенио Родригес.
Знаменитому кубинскому композитору Дамасо Пересу Прадо (1916—1989 гг.) очень понравился новый ритм. Он в своём оркестре увеличил количество духовых инструментов, и получилось новое звучание. Таким образом, оркестр сразу же после появления на свет принялся завоёвывать сердца тысяч людей по всему миру.
Музыка мамбо очаровательна и разнообразна, она отличается чётким ритмом. Первоначально исполнялась как румба с замедлением в конце темпа, то есть на 4-й удар в ритме 4/4. Некоторые музыканты использовали ритм 2/4, замедляя соответственно 2-й и 4-й удар. Акцент основного шага на 2-й удар соблюдают на бальных танцах.
В других культурах
- песня «Mambo Italiano» (1954)
- кавер — песня «Эй, мамбо» в СССР (Тамара Кравцова, 1956)[1][2]